# E. H. Lancaster & Company
E. H. Lancaster & Company Ltd. war ein britischer Hersteller von Automobilen.

## Unternehmensgeschichte
Das Unternehmen aus Sunderland begann 1902 mit der Produktion von Automobilen. Der Markenname lautete Lancaster. 1903 endete die Produktion.

## Fahrzeuge
Die Fahrzeuge basierten auf Fahrgestellen von Lacoste & Battmann und erhielten Einbaumotoren von De Dion-Bouton. Zur Wahl standen Motoren mit 6 PS und 8 PS Leistung. Die Motoren waren vorne im Fahrzeug montiert und trieben die Hinterachse an. Kardanantrieb war Standard, Kettenantrieb die Ausnahme.